# Syntrichia boliviana
Syntrichia boliviana là một loài rêu trong họ Pottiaceae. Loài này được M. T. Gallego & M.J. Cano mô tả khoa học đầu tiên năm 2009.